# 19178 Вальтерботе
19178 Вальтерботе (19178 Walterbothe) — астероїд головного поясу, відкритий 9 вересня 1991 року.
Тіссеранів параметр щодо Юпітера — 3,378.